# 鬃棘表孔珊瑚
鬃棘表孔珊瑚（学名：Montipora hispida）为軸孔珊瑚科表孔珊瑚屬下的一个种。